# HD 52609
HD 52609，又名BD+16 1363，SAO 96409、HR 2635，是一颗恒星，视星等为5.82，位于銀經199.18，銀緯9.91，其B1900.0坐标为赤經6h 56m 47.1s，赤緯+16° 9.91′ 5″。